# Призренський округ (Косово)
Призренський округ (алб. Komuna e Prizrenit, серб. Prizrenski okrug) — адміністративна одиниця частково визнаної Республіки Косово (згідно адміністративного поділу УНМІК).
Відповідає переформованому округу в Сербії.

## Общини
Призренський округ складається з таких громад:
- Призрен (община)
- Драгаш (община)
- Сува-Река (община)
- Малмшево (община)
- Мамуша (община)

## Міста
- Призрен
- Драгаш
- Сува-Река
- Малішево
- Мамуша

## Населення
| 1948   | 1953   | 1961   | 1971   | 1981   | 1991   | 2011   |
| ------ | ------ | ------ | ------ | ------ | ------ | ------ |
| 115001 | 123998 | 142134 | 191633 | 256832 | 330502 | 331620 |

|  |